# Blankträsket
Blankträsket är en sjö i Skellefteå kommun i Västerbotten och ingår i Byskeälvens huvudavrinningsområde. Sjön har en area på 0,121 kvadratkilometer och ligger 245,2 meter över havet.

## Delavrinningsområde
Blankträsket ingår i det delavrinningsområde (724756-171247) som SMHI kallar för Ovan VDRID = Sälgträskbäcken i Byskeälvens vatten*. Medelhöjden är 273 meter över havet och ytan är 25,4 kvadratkilometer. Räknas de 239 avrinningsområdena uppströms in blir den ackumulerade arean 3 133,89 kvadratkilometer. Avrinningsområdets utflöde Byskeälven mynnar i havet. Avrinningsområdet består mestadels av skog (94 procent). Avrinningsområdet har 0,97 kvadratkilometer vattenytor vilket ger det en sjöprocent på 3,8 procent.